# Microrregión de Guaporé
La microrregión de Guaporé es una de las microrregiones del estado brasileño de Rio Grande do Sul perteneciente a la mesorregión Nordeste Rio-Grandense. Su población fue estimada en 2005 por el IBGE en 121.597 habitantes y está dividida en 21 municipios. Posee un área total de 3.637,724 km².

## Municipios
- André da Rocha
- Anta Gorda
- Arvorezinha
- Dois Lajeados
- Guabiju
- Guaporé
- Ilópolis
- Itapuca
- Montauri
- Nova Alvorada
- Nova Araçá
- Nova Bassano
- Nova Prata
- Paraí
- Protásio Alves
- Putinga
- São Jorge
- São Valentim do Sul
- Serafina Corrêa
- União da Serra
- Vista Alegre do Prata